# Ward Beysen
Edouard „Ward“ Marie August Beysen (* 26. Juni 1941 in Mortsel, Antwerpen, Belgien; † 14. Januar 2005 in Wilrijk, Antwerpen) war ein belgischer Politiker.

## Biografie
Nach dem Schulbesuch absolvierte er ein Lehramtsstudium in Niederländisch und Geschichte an der Rijksnormaalschool in Lier und schloss dieses Studium 1963 ab.
Beysen begann seine politische Laufbahn als Mitglied der Partij voor Vrijheid en Vooruitgang (PVV) zunächst in der Kommunalpolitik und wurde 1974 erstmals zum Mitglied des Stadtrates von Antwerpen gewählt, dem er bis 1981 angehörte.
Im Anschluss war er von 1981 bis 1995 Abgeordneter des Flämischen Parlaments (Vlaams Parlement). Von Februar bis Oktober 1988 war er auch für kurze Zeit Innenminister von Flandern in der Regierung von Ministerpräsident Gaston Geens.
Zwischen 1981 und 1995 war Beysen, der wegen seiner rechtsgerichteten Politik „Zwartje Beysen“ (Schwarzer Beysen) genannt wurde, Mitglied der Belgischen Abgeordnetenkammer (De Belgische Kamer van volksvertegenwoordigers). Dort war er von 1985 bis 1995 auch Fraktionsvorsitzender seiner Partei.
Zwischen 1989 und 2000 war er erneut Mitglied des Stadtrates von Antwerpen.
1999 wurde er als Kandidat der mittlerweile in Vlaamse Liberalen en Democraten (VLD) umbenannten PVV zum Mitglied des 5. Europäischen Parlamentes gewählt, dem er bis zum Ende der Legislaturperiode 2004 angehörte. 2003 trat er aus der VLD aus, um seine eigene politische Gruppe, den Liberalen Appell (Liberaal Appèl) zu bilden, der versuchte sich den rechtsextremen flämischen Parteien anzunähern. Bei den darauf folgenden Wahlen zum Stadtrat von Antwerpen im Jahr 2003 erreichte seine Partei jedoch nur 1,21 Prozent und keinen Sitz im Stadtparlament. Bei den anschließenden Regionalwahlen trat der Liberale Appell nicht an.
Am 15. Januar 2005 fand man seinen Leichnam in einem Teich in der Nähe Antwerpens. Offenbar hatte Beysen Suizid begangen.